# 高橋善幸
高橋 善幸(たかはし よしゆき、1965年2月10日 - )は、日本の元ラグビー選手。現在ジャパンラグビーリーグワン釜石シーウェイブスRFCのシニアアドバイザーを務めている。

## プロフィール
- 岩手県花巻市出身。
- ポジションはプロップ、ナンバーエイト。

## 来歴
1980年黒沢尻工業高校に入学、高校2年時高校3年時に花園出場。 高校日本代表にも選ばれ3年生時には代表チームの主将も務めた。
1983年明治大学に進学しラグビー部に入部、4年時にはチームの主将となった。
1987年新日本製鉄に入社。釜石製鉄所に配属され、新日鉄釜石ラグビー部に入部し長年にわたり選手として活躍した。
1997年新日鉄釜石ラグビー部監督就任。
2001年新日鉄釜石ラグビー部を母体とする釜石シーウェイブス創立に伴い監督就任。
2013年釜石シーウェイブスのゼネラルマネージャーを2月末で退任、最高顧問就任。